# Robinsonowie warszawscy

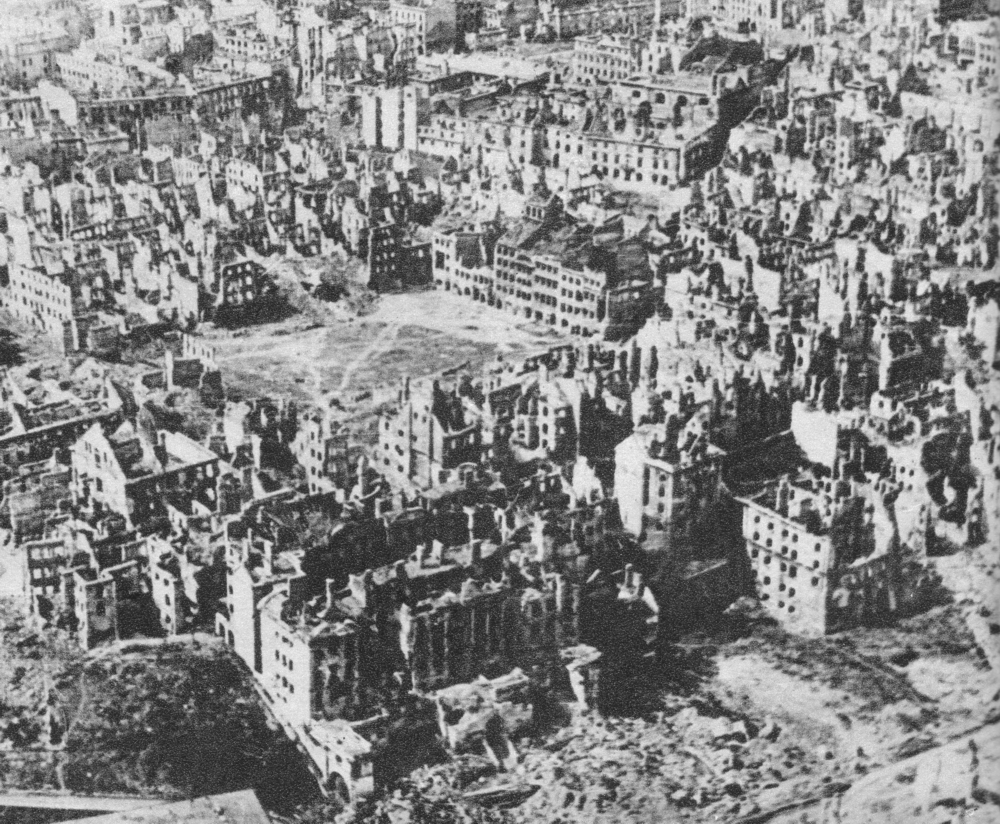
Ruiny Warszawy w styczniu 1945

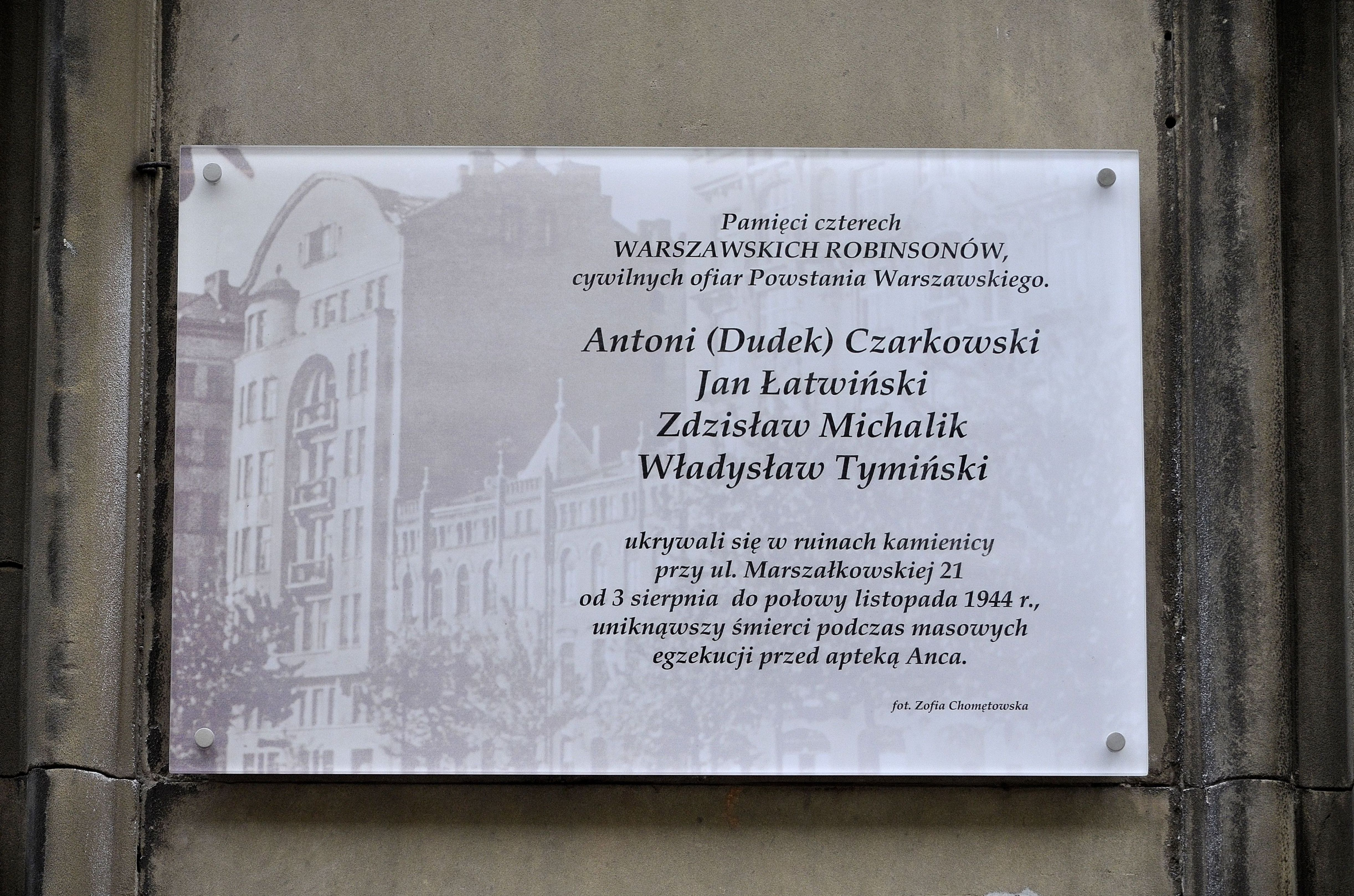
Tablica upamiętniająca czterech robinsonów warszawskich odsłonięta w 2015 przy ul. Marszałkowskiej 21/25

Robinsonowie warszawscy – przydomek nadany ludziom, którzy po kapitulacji powstania warszawskiego zdecydowali się pozostać w stolicy i ukrywali się przed Niemcami w jej ruinach, często aż do momentu wkroczenia do Warszawy oddziałów Armii Czerwonej i ludowego Wojska Polskiego 17 stycznia 1945 w wyniku operacji warszawskiej. Najsłynniejszym spośród „robinsonów” był Władysław Szpilman, a na podstawie jego przeżyć nakręcono film Pianista w reżyserii Romana Polańskiego.

## Pochodzenie
Określenie „Robinson warszawski” pojawia się po raz pierwszy przed wojną, w powieści SF Antoniego Słonimskiego Dwa końce świata z 1937.
W powieści niemal cała ludzkość ulega zagładzie za sprawą „niebieskich promieni śmierci” wyemitowanych przez Hansa Retlicha – szaleńca, który uznał program polityczny Adolfa Hitlera za niewystarczająco radykalny („Retlich” to niedokładny anagram nazwiska Hitler). Zbiegiem okoliczności atak Retlicha przeżywa w Warszawie Henryk Szwalba, subiekt księgarski. W tytule rozdziału czwartego autor nazywa go „Robinsonem warszawskim”, a fabuła powieści kilkukrotnie nawiązuje do Robinsona Crusoe Daniela Defoe. Np. Szwalba spotyka w opustoszałej Warszawie swojego „Piętaszka”, niejakiego Chomiaka, alkoholika posługującego się stylizowaną gwarą warszawską tzw. wiechem.

## „Ewakuacja” Warszawy
Na mocy podpisanego w dniu 2 października 1944 „Układu o zaprzestaniu działań wojennych w Warszawie” wszyscy cywile, którzy pozostawali wciąż w Warszawie mieli opuścić miasto wraz z kapitulującymi oddziałami Armii Krajowej. Większość ocalałych mieszkańców opuściła stolicę już w pierwszej dekadzie października. Po krótkim pobycie w obozie przejściowym w Pruszkowie większość z nich została wysłana na roboty przymusowe w głąb Niemiec lub wysiedlona do zachodnich dystryktów Generalnego Gubernatorstwa. Ewakuacja rannych i chorych z powstańczych szpitali zakończyła się natomiast 24 października 1944. Tego samego dnia do Radomia ewakuowały się także pozostające dotąd w Warszawie Zarządy Główny i Okręgowy PCK. 25 października zaczął obowiązywać rozkaz, zabraniający osobom cywilnym przebywania na terenie miasta. Warszawa stanowiła odtąd strefę zmilitaryzowaną (Festung Warschau). Jednocześnie niemieckie oddziały niszczycielskie przystąpiły do systematycznego burzenia polskiej stolicy i grabieży pozostawionego w niej mienia.
W opustoszałym i zrujnowanym mieście wciąż jednak ukrywali się ludzie, którzy nie mieli zamiaru opuszczać Warszawy. Ludzi tych zwano „Robinsonami warszawskimi” (nawiązując do powieści Słonimskiego i słynnego Robinsona Crusoe Defoe). Trudno dziś precyzyjnie oszacować ich liczbę. Według Jadwigi Marczak było ich ok. 400, podczas gdy Stanisław Kopf szacował liczbę ukrywających się na ok. 1000. „Robinsonami” bywali zarówno mężczyźni, jak i kobiety. Można było spotkać wśród nich osoby w podeszłym wieku natomiast nie odnaleziono informacji wskazujących, że w ruinach ukrywały się również dzieci (nie licząc nastolatków).
Różne były przyczyny dla których „robinsonowie” zdecydowali się pozostać w Warszawie. W gronie tym znajdowały się m.in. osoby, którym udało się przeżyć masowe egzekucje urządzane w pierwszych tygodniach powstania przez żołnierzy Reinefartha i Dirlewangera, po czym ukryć się w ruinach. Ludzie ci pozostawali odcięci od świata i często przez długi czas nie wiedzieli nawet, że powstanie dobiegło końca. W Warszawie pozostała także stosunkowo liczna grupa ludzi pochodzenia żydowskiego, m.in. Jakub Wiśnia oraz część powstańców, którzy nie wierzyli niemieckim zapewnieniom o traktowaniu jeńców zgodnie z konwencją haską. W mieście pozostali także niektórzy chorzy i starcy, niemający sił i odwagi, aby wyruszyć na tułaczkę. Ponadto w ruinach ukrywały się osoby chcące w ten sposób kontynuować walkę z Niemcami. Dla młodszych „robinsonów” pewną rolę odgrywał być może również element przygody.
„Robinsonowie” ukrywali się najczęściej w piwnicach lub na strychach opustoszałych budynków. Zazwyczaj starali się ukrywać w budynkach najmocniej zrujnowanych, którym nie groziło podpalenie lub wysadzenie przez niemieckie oddziały niszczycielskie. Piwnice tych budynków zamieniano w prawdziwe zamaskowane bunkry, z dopływem powietrza i kilkoma wejściami. Niekiedy przebijano się do sąsiednich piwnic, uzyskując w ten sposób komunikację podziemną. W ruinach ukrywały się zarówno pojedyncze osoby, jak również kilku– bądź kilkunastoosobowe grupy. Największa, 37–osobowa, grupa uciekinierów ukrywała się w piwnicach domu przy ulicy Siennej. „Robinsonów” można było w zasadzie spotkać we wszystkich dzielnicach Warszawy, choć najczęściej ukrywali się oni w Śródmieściu, a następnie na Żoliborzu i Ochocie.

## Warunki życia
Warunki życia „robinsonów” były niezwykle trudne. Podstawowym problemem było znalezienie w zniszczonym mieście wody i żywności. Na każdym kroku uciekinierzy musieli uważać, aby jakimikolwiek śladem, odgłosem lub zapachem (np. dymem z paleniska) nie zdradzić Niemcom swojej kryjówki. Z tego też powodu „robinsonowie” mogli opuszczać swoje schronienie jedynie w przypadku wyraźnej konieczności. Niektórzy z uciekinierów byli mniej lub bardziej poważnie ranni. Do tego należy dodać jeszcze problemy psychologiczne wynikające z pozostawania w zamknięciu i samotności  bądź ciągłego przebywania w tej samej, małej grupie osób. Jak wspominał jeden z ukrywających się:

W zimie ogrzewaliśmy pomieszczenie żelaznym piecykiem. Opału było pod dostatkiem, ale ze względu na możliwość zauważenia dymu przez Niemców, można było palić jedynie nocą. W dzień przeważnie spaliśmy. Gdy zapadał zmrok, zaczynało się u nas życie.

„Robinsonowie” (poza odosobnionymi przypadkami) starali się unikać kontaktu z Niemcami. Ci jednak uważali ukrywających się za poważne zagrożenie dla swych tyłów i traktowali jako „bolszewickich agentów”. 18 października 1944 generał Smilo von Lüttwitz, dowódca niemieckiej 9 Armii operującej w rejonie Warszawy wydał rozkaz, w którym ostrzegał podległe sobie oddziały, że „w ruinach Warszawy przebywają jeszcze podstępni Polacy, mogący zagrozić tyłom wojsk niemieckich. Elementy ukrywające się w ruinach i piwnicach domów stanowią na tyłach walczących oddziałów ciągłe niebezpieczeństwo”. Trzem pułkom policyjnym – 34, 17 i 23 – polecono przeprowadzenie wielkiej łapanki mającej na celu całkowite oczyszczenie miasta. Schwytanych „robinsonów” Niemcy zazwyczaj zabijali na miejscu. Do wyjątków można zaliczyć sytuację z 15 listopada 1944, kiedy uciekinierów schwytanych w wyniku wielkiej łapanki skierowano do obozu w Pruszkowie.
Losy „robinsonów” potoczyły się różnie. Niektórym udało się zawiadomić ludzi z zewnątrz o swoim położeniu, a następnie wydostać z miasta przy pomocy polskich robotników zatrudnianych przez Niemców przy opróżnianiu miasta z wartościowych materiałów lub dzięki pomocy pracowników Rady Głównej Opiekuńczej i Polskiego Czerwonego Krzyża. Innych odnaleźli i zamordowali Niemcy. Część „robinsonów” ukrywała się w ruinach aż do momentu wyzwolenia Warszawy przez oddziały Armii Czerwonej i ludowego Wojska Polskiego w styczniu 1945.
Najsłynniejszym spośród „robinsonów warszawskich” był Władysław Szpilman. Na Żoliborzu, w piwnicy willi przy ul. Promyka 43, ukrywało się początkowo 15 osób z Markiem Edelmanem. „Robinsonem” był także publicysta i kronikarz powstania warszawskiego Wacław Gluth-Nowowiejski.

## Film
Na podstawie wspomnień Szpilmana powstał scenariusz autorstwa Czesława Miłosza i Jerzego Andrzejewskiego, następnie radykalnie przerobiony zgodnie z komunistyczną propagandą, według którego nakręcono film Miasto nieujarzmione.

## Upamiętnienie
- 2 października 2015 na ścianie budynku przy ul. Marszałkowskiej 21/25 odsłonięto tablicę upamiętniającą czterech robinsonów warszawskich: Antoniego (Dudka) Czarkowskiego, Jana Łatwińskiego, Zdzisława Michalika i Władysława Tymińskiego, ukrywających się ruinach kamienicy na rogu ul. Marszałkowskiej i Oleandrów[10].
- W 2024 skwerowi znajdującemu się pomiędzy jezdniami al. „Solidarności” nadano nazwę skwer Robinsonów Warszawskich[11].